# Lusius aborensis
Lusius aborensis là một loài tò vò trong họ Ichneumonidae.